# 김상화 (시인)
김상화(金相華, 1928년 3월 18일 ~ 2007년 12월 17일)는 대한민국의 시인 겸 피아노 연주자, 평론가 겸 서예가, 화가이다.
본관(관향)은 서흥(瑞興)이고 아호(雅號)는 현우(縣友)이며 경상북도 대구에서 출생하였고 지난날 한때 경상남도 통영군 충무읍에서 잠시 유아기를 보낸 적이 있는 그는 그 후 경성부에서 성장하였으며 문학, 음악, 미술에 다재다능(多才多能)한 1970년대 당시 몇 아니 되는 화제의 예술가였다.

## 주요 경력
- 동국대학교 전임교수
- 중앙대학교 겸임교수
- 숙명여자대학교 전임강사

## 생애

### 주요 이력
- 1936년 9세 시절 경성부 보통학교 교내 문예지에서 습작형 자작시 《이별을 위한 소야곡》, 《눈물의 해협》, 《푸른 날의 광시곡》 등으로 시인 첫 등단.
- 1939년 서예가 첫 입문.
- 1942년 동양화가 첫 입문.
- 1951년 경상남도 부산 6·25 피난지에서 시인으로 본격 등단.
- 1954년 서울에서 서양 고전 음악 피아니스트 데뷔.
- 1955년 음악평론가 등단.
- 1956년 문학평론가 등단.
- 1957년 시조 시인 등단.
- 1963년 무용평론가 등단.
- 1964년 연극평론가 등단.
- 1965년 영화평론가 등단.
- 1966년 서예가 등단.
- 1967년 동양화가 본격 등단.
- 1968년 서양화가 등단.
- 1969년 미술평론가 등단.
- 2001년 문화예술 분야에서 사실상 은퇴(2001년 1월 6일).

## 학력
- 경상남도 통영보통학교(前) → 경성교동보통학교 졸업
- 경성제1고등보통학교(前) → 경성제2고등보통학교(前) → 경상북도 대구고등보통학교 졸업
- 서울대학교 작곡과 중퇴

## 작품

### 시집
- 1951년 《계산기가 높여 있는 진찰대》
- 1954년 《이방인》

## 가족 관계
- 삼녀 : 김자옥 (1951년 10월 11일 ~ 2014년 11월 16일)
  - 셋째 사위 : 오승근 (1951년 ~ )
- 차남 : 김태욱 (1960년 7월 18일 ~ 2021년 3월 4일)
- 형 : 김상옥 (1920년 5월 3일 ~ 2004년 10월 31일)